# Beatriz Sánchez
Beatriz de Jesús Sánchez Muñoz (Viña del Mar, 24 dicembre 1970) è una giornalista e politica cilena.
Dal 2011 al 2015 ha condotto il programma Hora 20, in onda su La Red.
Si è candidata alle elezioni presidenziali del 2017 con il sostegno della coalizione Fronte Ampio, piazzandosi al terzo posto con oltre il 20% dei voti.